# Хемери, Дэвид
Дэ́вид Хе́мери (англ. David Peter «Dave» Hemery ; род. 18 июля 1944 года, Сайренсестер, Глостершир, Англия) — английский легкоатлет (бег на 400 м с барьерами).
Чемпион Олимпиады 1968 года в Мехико (бег на 400 м с барьерами, серебряный и бронзовый призёр Олимпиады 1972 года в Мюнхене (эстафета 4×400 м, бег на 400 м с барьерами).